# Squeak

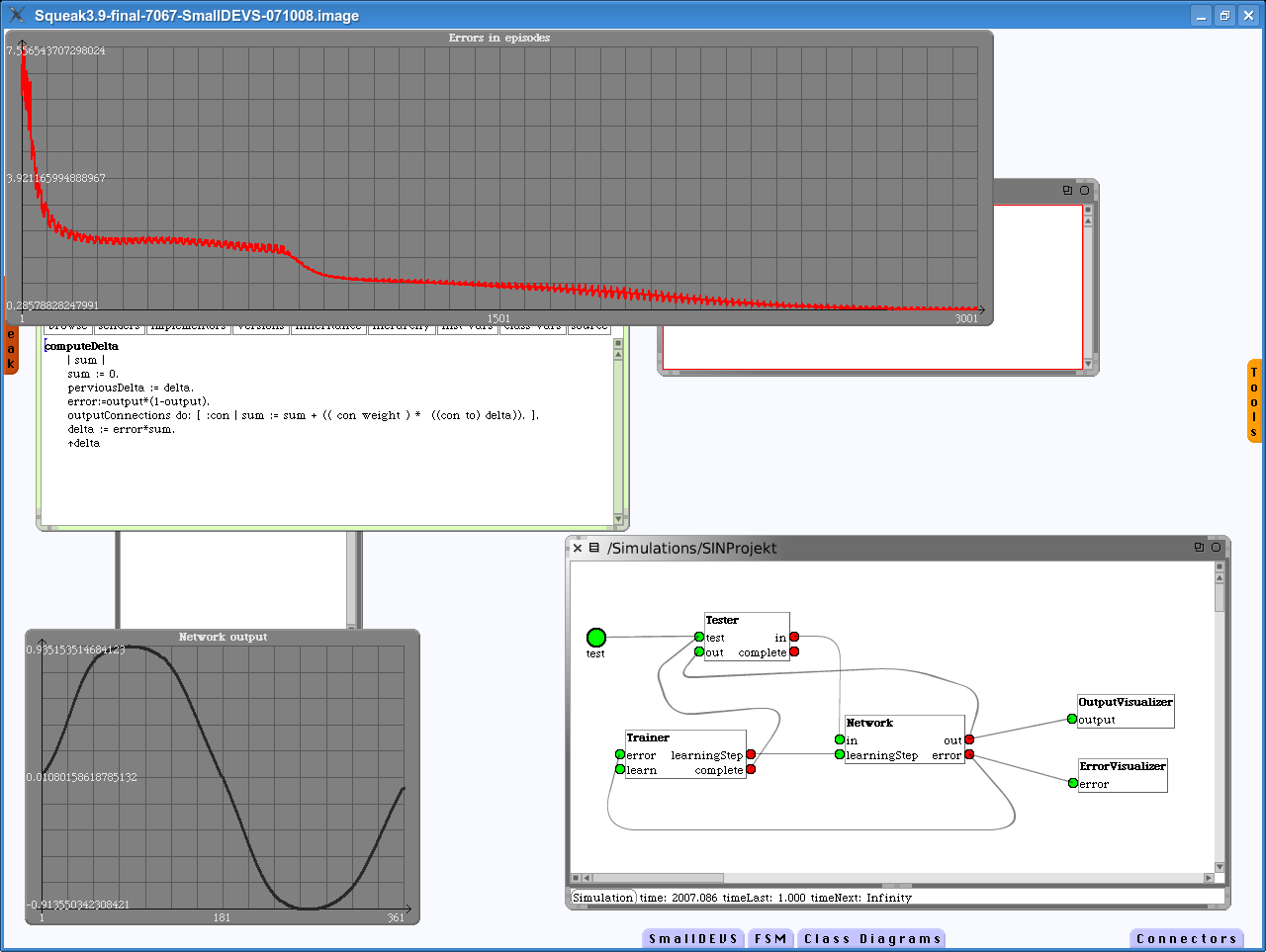
Screenshot Squeak VM spuštěném pod X11 na Gentoo Linuxu s prostředím KDE.

Squeak je open source implementace programovacího jazyka a prostředí Smalltalk.
Squeak je k dispozici pro mnoho platforem (Windows, Linux, MacOS, RiscOS, UNIX). Skládá se z virtuálního stroje, obrazu prostředí, logu změn a zdrojových kódů. Prostředí je objektově orientované, založené na třídách a reflexivní. Uživatelské rozhraní umožňuje různé modifikace widgetů (např. rotaci okna). Na Squeaku jsou založeny projekty Croquet Project nebo SmallDEVS.